# 1er régiment de chasseurs (France)
Pour les articles homonymes, voir 1er régiment.
Le 1er régiment de chasseurs est une unité de cavalerie de l’armée française constituée sous l'Ancien Régime, faisant de lui un des régiments les plus anciens de France toujours en activité. Il se distingua lors des campagnes des guerres de la Révolution et de l'Empire aux batailles de Valmy, Hohenlinden, Austerlitz, Wagram, et de la Moskowa par exemple.
Depuis 2009, le régiment est une unité de chars de combat stationnée à Thierville-sur-Meuse et  subordonnée à la 7e brigade blindée. 

## Création et différentes dénominations
- 1er janvier 1791 : le régiment des chasseurs d'Alsace devient le 1er régiment de chasseurs à cheval
- 12 mai 1814 :  prend la dénomination de Régiment de chasseurs à cheval du Roi
- 20 avril 1815 : le régiment redevient le 1er régiment de chasseurs à cheval
- 16 juillet 1815 : comme l'ensemble de l'armée napoléonienne, il est licencié à la Seconde Restauration
- 30 août 1815 : recréé sous le nom de Régiment de chasseurs à cheval de l'Allier (no 1)
- 17 novembre 1826 : prend le nom de régiment de chasseurs à cheval de Nemours (no 1)
- 19 février 1831 : le régiment de chasseurs de Nemours devient le 1er régiment de lanciers, le 1er régiment de chasseurs à cheval est recréé à partir du 6e régiment de chasseurs à cheval
- 10 juin 1940 : devient 1er régiment de chasseurs portée
- 28 juin 1940 : dissous
- 1er septembre 1940 : recréé
- 27 novembre 1942 : dissous
- 16 mars 1945 : recréé comme 1er régiment de chasseurs à cheval
- mars 1956 : dissous.
- 1er septembre 1956 : recréé comme 1er régiment de chasseurs à cheval
- 31 juillet 1976 : dissous
- 1er août 1976 : recréé  à partir du centre de perfectionnement des cadres et de l'instruction des tireurs (CPCIT) de Canjuers, sous le nom de 1er régiment de chasseurs-CPCIT
- 31 décembre 1997 : l'unité devient le 1er régiment de chasseurs d’Afrique
- 1er janvier 1998 : il est recréé sous le nom de 1er-2e régiment de chasseurs
- août 2009 : le 1er-2e régiment de chasseurs fusionnent et deviennent le 1er régiment de chasseurs

## Chefs de corps
- 23 novembre 1791 : Armand Désiré de Richelieu, duc d'Aiguillon
- 18 décembre 1791 : Philippe de Murat
- 20 juin 1792 : Charles Marie de Monnet
- 20 messidor an II (8 juillet 1794) : Louis Michel Antoine Sahuc (**)
- 4 fructidor an VI (21 août 1798) : Jean-Baptiste Dubois-Crancé
- 15 floréal an VIII (5 mai 1800) : Jean Augustin Carrié de Boissy (*)
- 7 frimaire an IX (28 novembre 1800) : Louis Pierre de Montbrun (**)
- 6 nivôse an XIV (27 décembre 1805) : Rémy Joseph Isidore Exelmans (**) Maréchal de France
- 14 mai 1807 : Charles-André Merda
- 11 octobre 1812 : Pierre Antoine François Huber (*)
- 15 mars 1814 : Jean Léonard Laboure
- 11 mai 1814 : Alfred Armand Robert Saint-Chamans
- 26 mars 1815 : Pierre Joseph Victor Simonneau (*)
- 1816 : Chabannes-La Palice (de)
- 1822 : Delamalle
- 1829 : Busseul (de)
- 1830 : colonel Bernard Prués
- 1832 : Prévost
- 1840 : de Buisseret
- 1846 : de Noue
- 1851 : de Goussencourt
- 1859 : de Bernis
- 1867 : Gérard
- 1871 : de Fénelon
- 1879 : Donnat
- 1887 : Mouchet
- 1892 : Tiret
- 1893 : de Froissard de Broissia
- 1898 : Hubert de Saint-Didier
- 1899 : de la Garenne
- 1907 : de la Villestreux
- 1911 : Roger Maurice Frédéric Alexis Gallois
- 1917 : Pougin de Maisonneuve
- 1921 : Longin
- 1925 : Alain d'Humières
- 1926 : Nativelle
- 1930 : de Miribel
- 1933 : Alain d'Humières
- 1937 : Ducasse
- 1938 : d'Amonville
- 1940 : Faure
- 1940 : Desprez
- 1940 : Jacques Simon
- 1941 : Joppè
- 1945 : Grosjean
- 1947 : Giraud
- 1948 : Delarue
- 1948 : Ziégler
- 22 mars 1949 : Levé
- 1952 : Bonichon
- 1953 : Audemard d'Alançon
- 1954 : Huot
- 1955 : Lamarque d'Arrouzat
- 1956 : Jamme
- 1957 : Vié
- 1959 : Magdelain
- 1961 : Boscal de Réals
- 1962 : Gaucherot
- 1963 : Sartre
- 1965 : Dautremer
- 1967 : Sauzay
- 1969 : Montariol
- 1971 : Lechat
- 1973 : Frapin
- 1975 : Chevallereau **
- 1976 : Boisselet
- 1977 : Dumerchat
- 1979 : Meyer
- 1981 : Deschamps
- 1983 : Kieffer
- 1985 : Dukers
- 1987 : Schwerdorffer**
- 1990 : Sermage
- 1992 : Humeau
- 1994 : Mercier
- 1996 : Collot d'Escury

G.E. 1er Chasseurs (à/c de 1998)
- 1998 : Cremades
- 1999 : Duchon
- 2001 : Piazza
- 2003 : Michel
- 2005 : Renard
- 2007 : de Surirey de Saint Rémy

1er régiment de chasseurs (à compter du 1er août 2009)
- 2009-2011 : colonel Xavier Pineau[1]
- 2011-2013 : colonel Renaud de L'Estoile[2]
- 2013-2015 : colonel Nicolas Chabut
- 2015-2017 : colonel Hervé Boüault[3]
- 2017-2019 : colonel Thierry de Courrèges
- 2019-2021 : colonel Emmanuel Dous[4]
- 2021-2023 : colonel Alexandre de Féligonde
- 2023- : colonel Jean-Baptiste Cousin

(*) Officier qui devint par la suite général de brigade

(**) Officier qui devint par la suite général de division 

(¤) Officier qui devint par la suite maréchal

## Historique des combats et batailles du1errégimentde chasseurs à cheval

### Ancien Régime
- 1688-1697 : guerre de la Ligue d'Augsbourg
- 1701-1713 : guerre de Succession d'Espagne

### RévolutionetEmpire
- 1792 : 
  - Siège de Courtrai,
  - Valmy
- 1er décembre : Armée de la Moselle, expédition de Trèves
- 1793 : 
  - Bataille d'Arlon
- 5 août 1794 : fait partie de la Brigade de cavalerie Laboissière au sein de la division Saint-Cyr de l'armée du Rhin.
- 1794 : 
  - Bataille de Fleurus (1794)
- 1796 : 
  - Bataille d'Altenkirchen
  - Bataille de Wildendorf
  - Bataille de Friedberg
  - Bataille d'Altendorf
- 1797 : 
  - Bataille de Neuwied
- 1799 : 
  - Bataille d'Ostrach
  - Bataille de Stockach
  - Bataille du pont de la Nidda
  - Bataille de Grossgerau
- 1800 : Offenbourg, Kirchberg, Hohenlinden, Griesen et Schwalmstadt
- 1805 : 
  - Bataille d'Ulm
  - Bataille d'Amstetten
  - Bataille de Mariazell
  - Bataille d'Austerlitz
- 1806 : 
  - Bataille d'Auerstaedt
  - Bataille de Lowicz
  - Bataille de Nasielsk
- 1807 : 
  - Campagne de Prusse et de Pologne
  - 8 février : bataille d'Eylau
- 1809 : 
  - Abensberg
  - Raab
  - Wagram
- 1812 : campagne de Russie
  - Bataille de Moguilev
  - Bataille de Smolensk
  - Bataille de la Moskowa
- 1813 : campagne d'Allemagne
  - 16-19 octobre : Bataille de Leipzig
- 1814 : campagne de France (1814)
  - 14 février : Bataille de Vauchamps
- 1815 : campagne de Belgique (1815)
  - Défense au siège de Maubeuge
  - Bataille de Quatre-Bras
  - Bataille de Rocquencourt (dernière victoire de l'Empire)

#### Colonels tués ou blessés en commandant le régiment pendant cette période
- Chef de brigade Dubois-Crancé : tué le 26 avril 1800
- Colonel Meda : mort de ses blessures le 7 décembre 1812
- Colonel Simonneau : blessé le 18 juin 1815

#### Officiers blessés ou tués en servant au1errégimentde chasseurs à cheval entre 1808 et 1814
- Officiers tués : 11
- Officiers morts de leurs blessures :
- officiers blessés : 82

### De 1815 à 1852

Trompette du 1er régiment de chasseurs sous la seconde République.

En février 1831, le 1er régiment de chasseurs à cheval de Nemours devient le 1er régiment de lanciers tandis que le 1er régiment de chasseurs à cheval est recréé à partir du 6e régiment de chasseurs à cheval.
Le nouveau régiment participe en 1831-1832 à la campagne de Belgique, pour défendre l'indépendance du nouvel état.
- 1834 : en garnison à Lille

En 1840 puis en 1846-1847, le régiment combat en Algérie.
En 1849, il fait partie du corps expéditionnaire de la Méditerranée envoyé combattre la République romaine et participe au siège de Rome.

### Second Empire
Il revient en Algérie de 1859 à 1861.
- 1860 : Chine
- 1863-1867 : Mexique
- 1870-1871 : guerre franco-allemande, siège de Paris[5]

Le 31 octobre 1870, durant la guerre franco-prussienne, un escadron du 1er régiment de chasseurs à cheval, qui formait le 6e régiment mixte de cavalerie fut engagé au combat d'Illiers en Eure-et-Loir.

### De 1870 à 1914
- 21 septembre 1896 à 1919 : en garnison à Châteaudun.

### Première Guerre mondiale

#### 1914
- 19 octobre au 24 novembre 1914 : Première bataille d'Ypres

#### 1915
- 24-27 avril 1915 : Tranchée de Calonne[6]

#### 1917
- 23 octobre 1917 : Combat de Reims

#### 1918
- 8 août au 14 septembre 1918 : bataille de Picardie
L'héroïsme du régiment dans la Grande Guerre lui vaudra deux nouvelles inscriptions à l'étendard, "Flandres 1914 et "Picardie 1918", ainsi que la croix de guerre 14-18 avec une palme et une étoile de bronze.

### Entre-deux-guerres

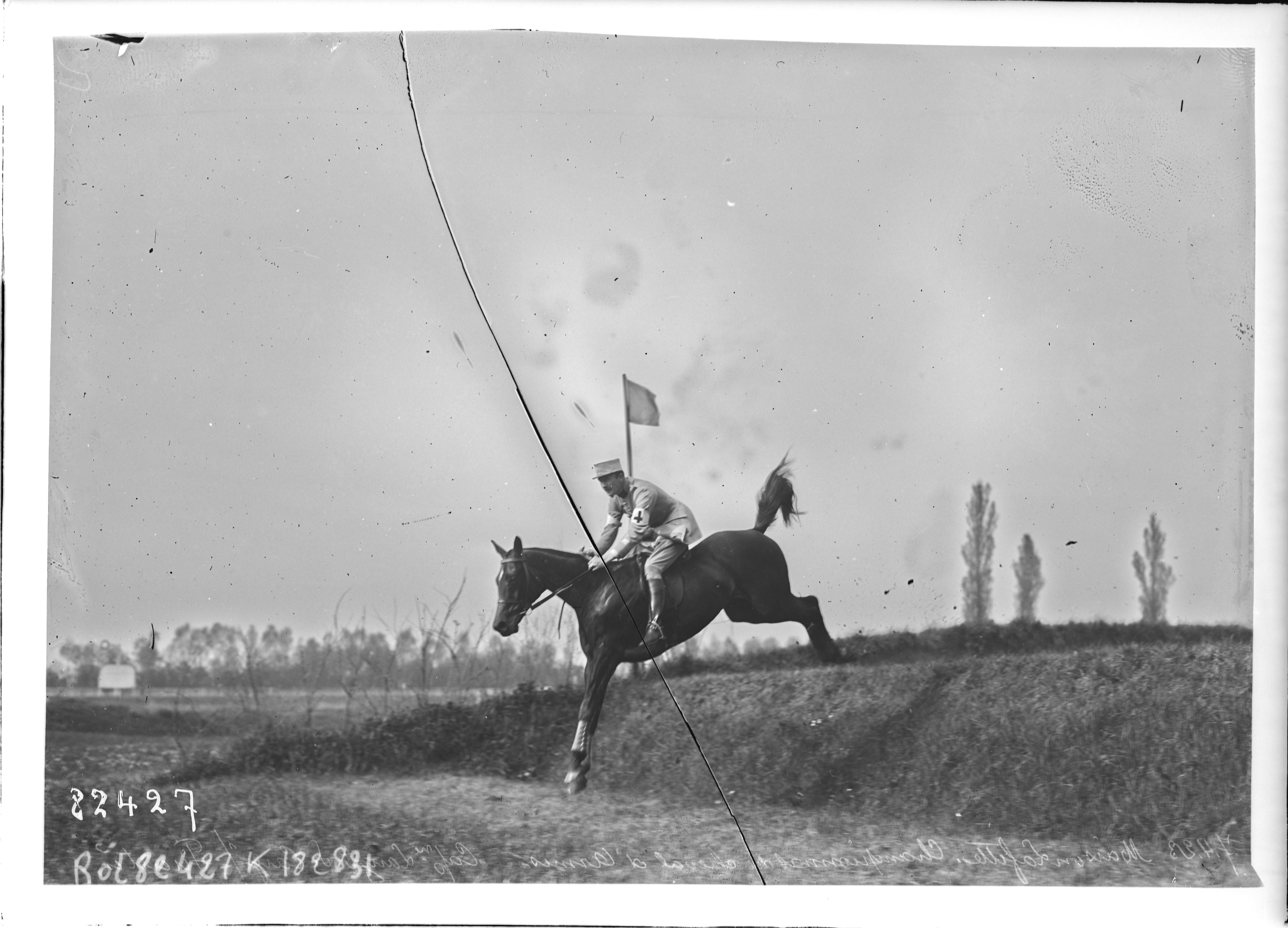
Un officier du 1er chasseurs lors d'un championnat d'équitation militaire en 1923 à Maisons-Laffitte.

À partir de 1919 et pendant toute l'entre-deux-guerres, le régiment est en garnison à Alençon (au quartier Valazé et à la caserne Bonet). Il dispose d’un terrain d’exercice à Arçonnay.
D'abord non endivisionné, il appartient en 1930 à la 1re brigade de cavalerie de la 1re division de cavalerie, en 1935 à la 6e brigade de cavalerie de la 3e division de cavalerie et début 1939 à la 2e brigade de cavalerie de la 1re division de cavalerie.

### Seconde Guerre mondiale

#### Drôle de guerre
Le 1er régiment de chasseurs est mobilisé en août-septembre 1939. Il compte 124 officiers et sous-officiers, 992 cavaliers et 973 chevaux. Il constitue la 2e brigade de cavalerie (2e BC) de la 1re division de cavalerie (1re DC) avec le 19e régiment de dragons.
En février 1940, la 2e BC fait partie de la nouvelle 1re division légère de cavalerie (formée à partir de la 1re DC). Cette division doit participer à la manœuvre retardatrice en Ardenne en avant de la 9e armée dont elle dépend dans le cadre du plan Dyle en occupant d'abord la Meuse avec ses gros entre le Houx et Hastière, puis en poussant au-delà du fleuve, pour couvrir l'avance de l'armée. En attendant l'éventuelle manœuvre, la 2e BC stationne dans la région de Fumay.

#### Bataille de France
Début juin 1940, le 1er régiment de chasseurs devient un régiment de chasseurs portés, rattaché à la 4e division légère mécanique (4e DLM) qui a été créée à partir de la 1re DLC,.
Le régiment est dissous à l'armistice.

#### Sous Vichy

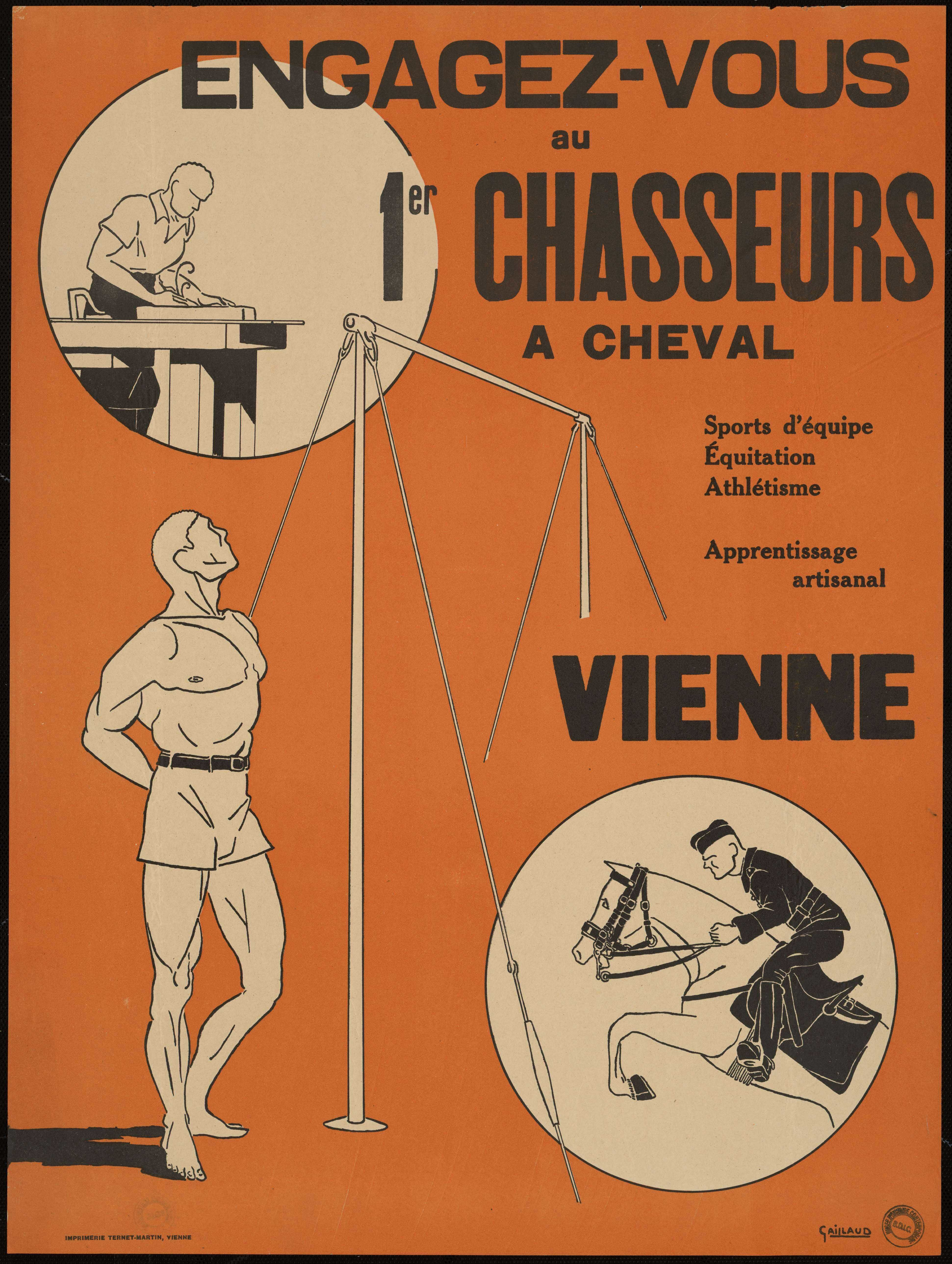
Affiche de recrutement pour le 1er régiment de chasseurs à cheval sous Vichy.

Le 1er régiment de chasseurs à cheval est reformé dans l'armée de Vichy le 1er septembre 1940. Régiment à quatre escadrons montés et un escadron d'armes lourdes (mitrailleuses et mortiers de 81), il est rattaché à la 1re brigade de cavalerie et conserve les traditions de la 4e DLM/1re DLC.
D'abord en garnison à Orange, il rejoint Vienne en octobre 1940[réf. souhaitée].
Resté dans sa caserne pendant l'invasion de la zone libre, le régiment est dissous le 27 novembre 1942.

### Nouvelle formation
Le régiment est recréé le 16 mars 1945 à Montauban. Il doit former le régiment de reconnaissance de la 1re division coloniale d'Extrême-Orient.
En avril 1945, le régiment n'a toujours quasiment pas de véhicules mais son effectif atteint 314 hommes le 30 de ce mois alors qu'ils n'étaient que 58 à la mi-mars.

### De 1945 à nos jours

#### Indochine (1945-1956)
Après la dissolution de la 1re DCEO mi-août 1945, le régiment reçoit quelques véhicules d'instruction : dix chenillettes Loyd Carrier (en), deux motos, quatre jeeps, dix voitures, quatre camionnettes et quatorze camions, l'effectif étant passé en septembre à 893 hommes. Il quitte Montauban le 7 décembre. À cette époque, les chasseurs du régiment ont reçu un uniforme de type britannique mais avec casque Adrian.
Embarqué à Marseille le 17 janvier 1946, le régiment arrive à Cap Saint-Jacques (Vũng Tàu) le 3 février 1945. Initialement équipé de jeeps et combattant à pied, il reçoit bientôt des automitrailleuses Coventry Armoured Car et des Humber Scout Cars.
Il rejoint le Tonkin pendant l'été 1946. Équipé en novembre de blindés M5 Stuart et M8 Greyhound, il participe à la bataille de Hanoï. Il participe en 1947 à la sécurisation du delta du Fleuve Rouge tandis que la proportion d'infanterie mécanisée (chasseurs portés, sur Halftracks américains) est augmentée dans le régiment. En 1947, alors que le régiment est basé à Gia Lam, un Groupe d’Escadrons Nord est créé pour superviser les unités détachées sur la Route Coloniale 4. Un escadron sur M29 Crabe amphibies est mis en place à Nam Định au printemps 1949. Le 5e escadron est annihilé à That Khé lors de la bataille de la RC 4 en octobre 1950. Dès décembre 1950, le régiment met en service des chars M24 Chaffee au sein des 2e et 5e escadrons.
- Mai 1951 : combat de Ninh Binh, de Maï Cau
- 10 décembre 1951 : combat de Tu Vu
- 1954 : bataille de Diên Biên Phu (escadron de marche dotés de 10 chars M24[17])

Après les accords de Genève, le 1er régiment de chasseurs rejoint Saïgon (Hô Chi Minh-Ville) par bateau en septembre 1954 puis s'installe autour d'An Loc (Bình Long) puis de Bà Rịa début 1956. Le régiment rembarque en mars 1956 et est dissous une fois revenu en France.

#### AFN (1956-1964)
Le régiment est recréé le 1er septembre 1956.
- 1er septembre 1956 au 5 avril 1964 : en garnison à Alger puis Algérie.

- 21 mai 1958 : Combat du Djebel Tanout[23]
- Au cessez-le-feu du 19 mars 1962 en Algérie, le 1er RCC constitue comme 91 autres régiments, les 114 unités de la Force locale (Accords d'Évian du 18 mars 1962). Le 1er RCC forme une unité de la Force Locale, la 507° UFL-UFO, composée de 10 % de militaires métropolitains et de 90 % de militaires musulmans, qui pendant la période transitoire devaient être au service de l'exécutif provisoire algérien, jusqu'à l'indépendance de l'Algérie.

Un char de cette époque aux armes du régiment peut être vu au musée de la cavalerie blindée à Saumur.

#### France (depuis 1964)
- 6 avril 1964 au 30 juin 1969 : en garnison à Montbéliard
- 1er juillet 1969 au 31 juillet 1976 : en garnison à Phalsbourg

Le 1er chasseurs est alors un régiment mixte, avec un escadron de commandement et de services, deux escadrons de chars AMX-13 et deux compagnies mécanisées sur AMX-13 VTT.
- 1er août 1976 au 31 décembre 1997 : en garnison à Canjuers comme centre de perfectionnement des cadres et de l'instruction des tireurs (CPCIT)
- Depuis le 1er janvier 1998 : en garnison à Thierville-sur-Meuse, comme groupe d'escadrons du 1er-2e chasseurs puis comme régiment à partir d'août 2009[22].

Régiment de blindés dont le matériel majeur est le char Leclerc. Toujours engagé dans un cadre interarmes, il possède et combine en permanence puissance de feu, mobilité et protection. Il est en polyvalence et réversibilité, ceci en servant sur Leclerc (comme au Liban), mais aussi sur Sagaie (comme en Côte d'Ivoire ou au Tchad) ou encore sur VAB ou VBL (comme en Afghanistan). Le régiment est de tous les théâtres d'opération de l'Armée de Terre.
Le 11 juillet 2011 en Afghanistan, le Brigadier KOVAC du 1er RCh est mort d'un tir accidentel, il est le 64e militaire français tué en Afghanistan.
Le 28 décembre 2020, le BCH Tanerii Mauri, le 1cl Dorian Issakhanian et le 1cl Quentin Pauchet du régiment sont morts pour la France au Mali dans le cadre de l'opération Barkhane après que leur VBL ait roulé sur un EEI (Engin Explosif Improvisé).

## Le régiment aujourd'hui

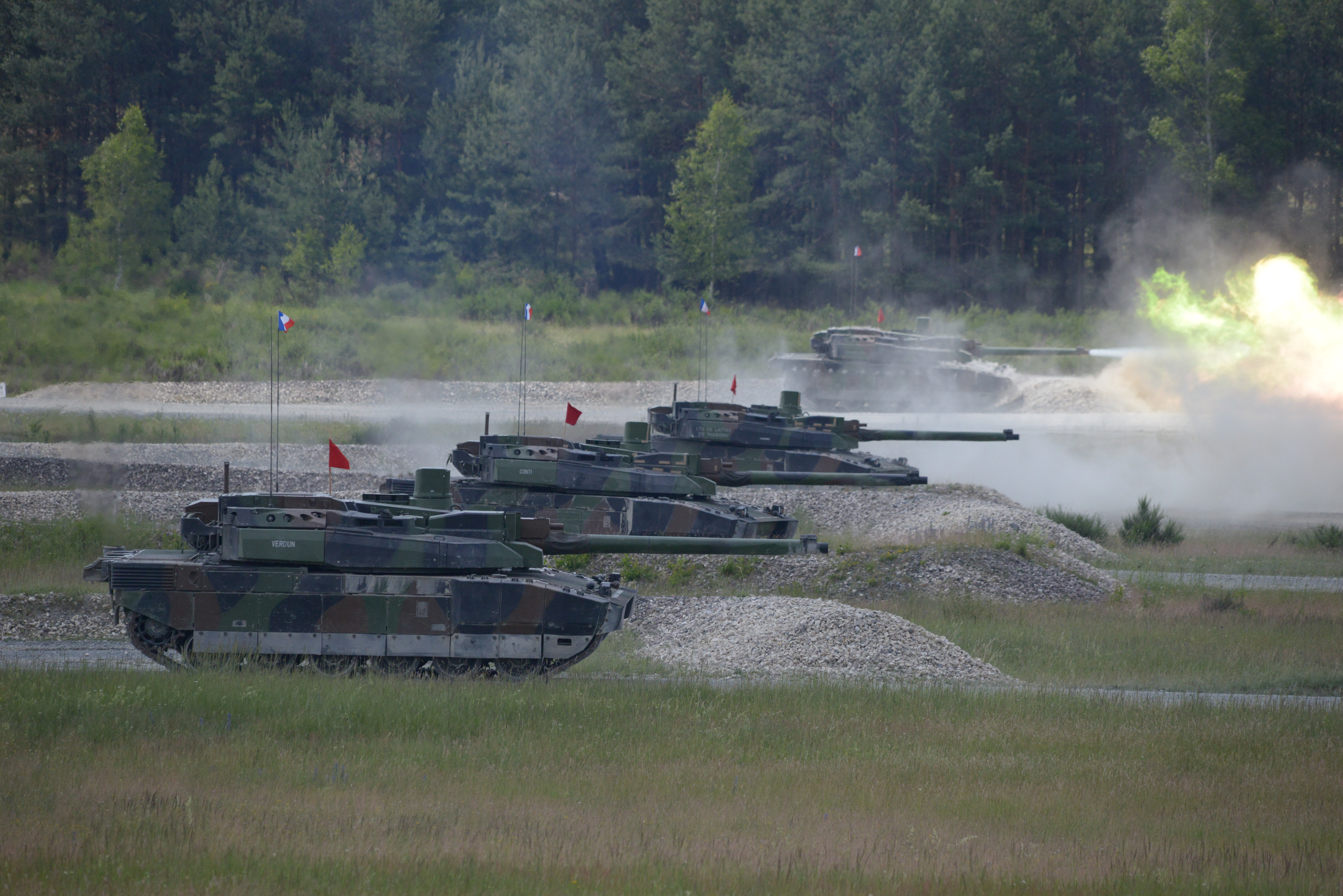
Un peloton de 4 Leclerc participant au Strong Europe Tank Challenge 2018.

### Subordinations
Le régiment est subordonné à la 7e brigade blindée de la 1re division.

### Composition
- 3 escadrons de chars,
- 2 escadrons de reconnaissance et d'intervention (ERI),
- 1 escadron de réserve (5e escadron),
- 1 escadron de commandement et de logistique.

Le régiment dispose d’un centre de Cadets de la Défense.

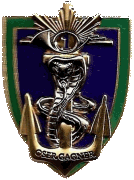
Insigne du 1er escadron. Au choc d’un bloc    Chant d’escadron : Nous sommes tous des volontaires
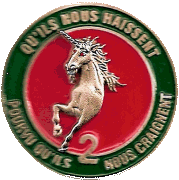
Insigne du 2e escadron. Qu'ils nous haïssent, pourvu qu'ils nous craignent  Chant d’escadron : Le volontaire
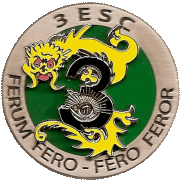
Insigne du 3e escadron. Je porte le fer, le fer me porte  Chant d’escadron : En Afrique
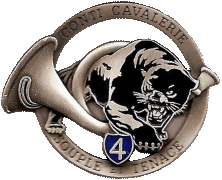
Insigne du 4e escadron. Souple et tenace  Chant d’escadron : C’est le 4
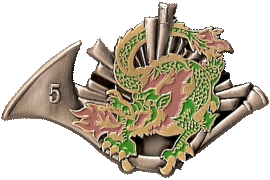
Insigne du 5e escadron. Servir au mieux  Chant d’escadron : Ceux du Liban
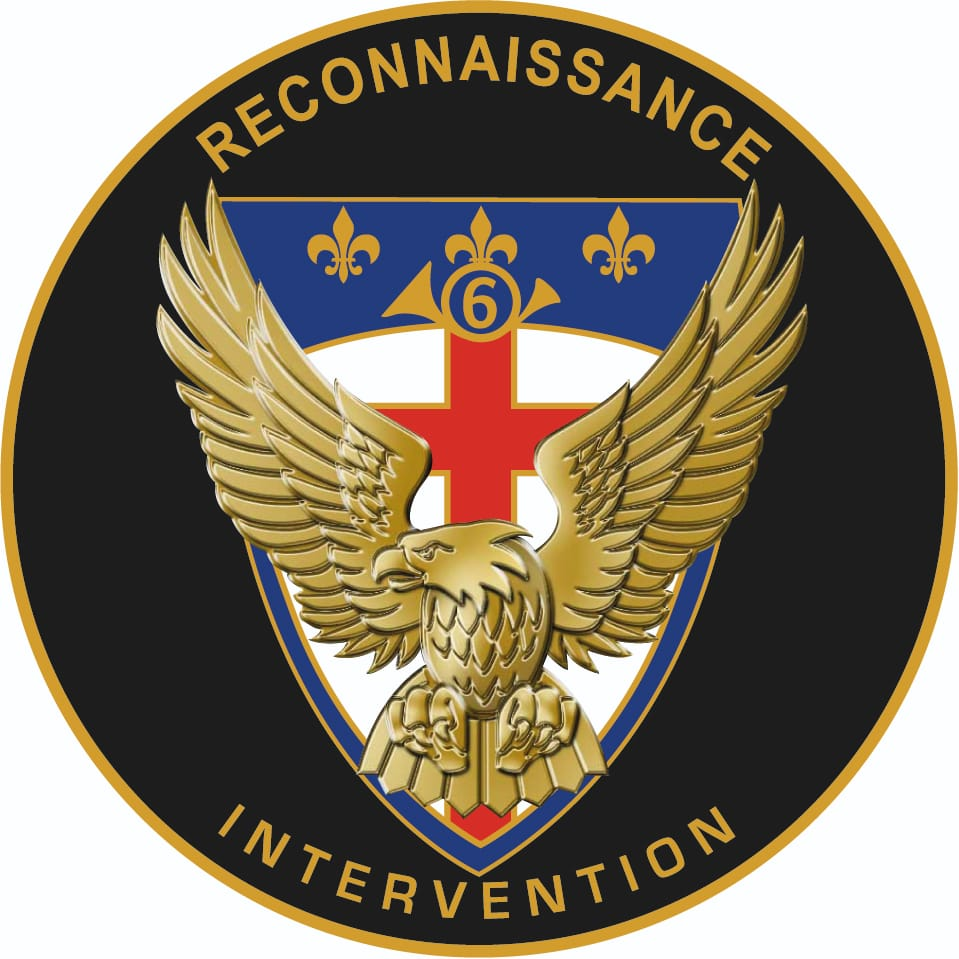
Insigne du 6e escadron. Victoire et sacrifice  Chant d’escadron : Les combats de Tu-Lê
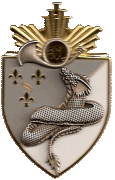
Insigne de l'escadron de commandement et de logistique. Servir sans faillir  Chant d’escadron : Sarie Mares

### Matériels

#### Véhicules
- 51 Chars Leclerc,

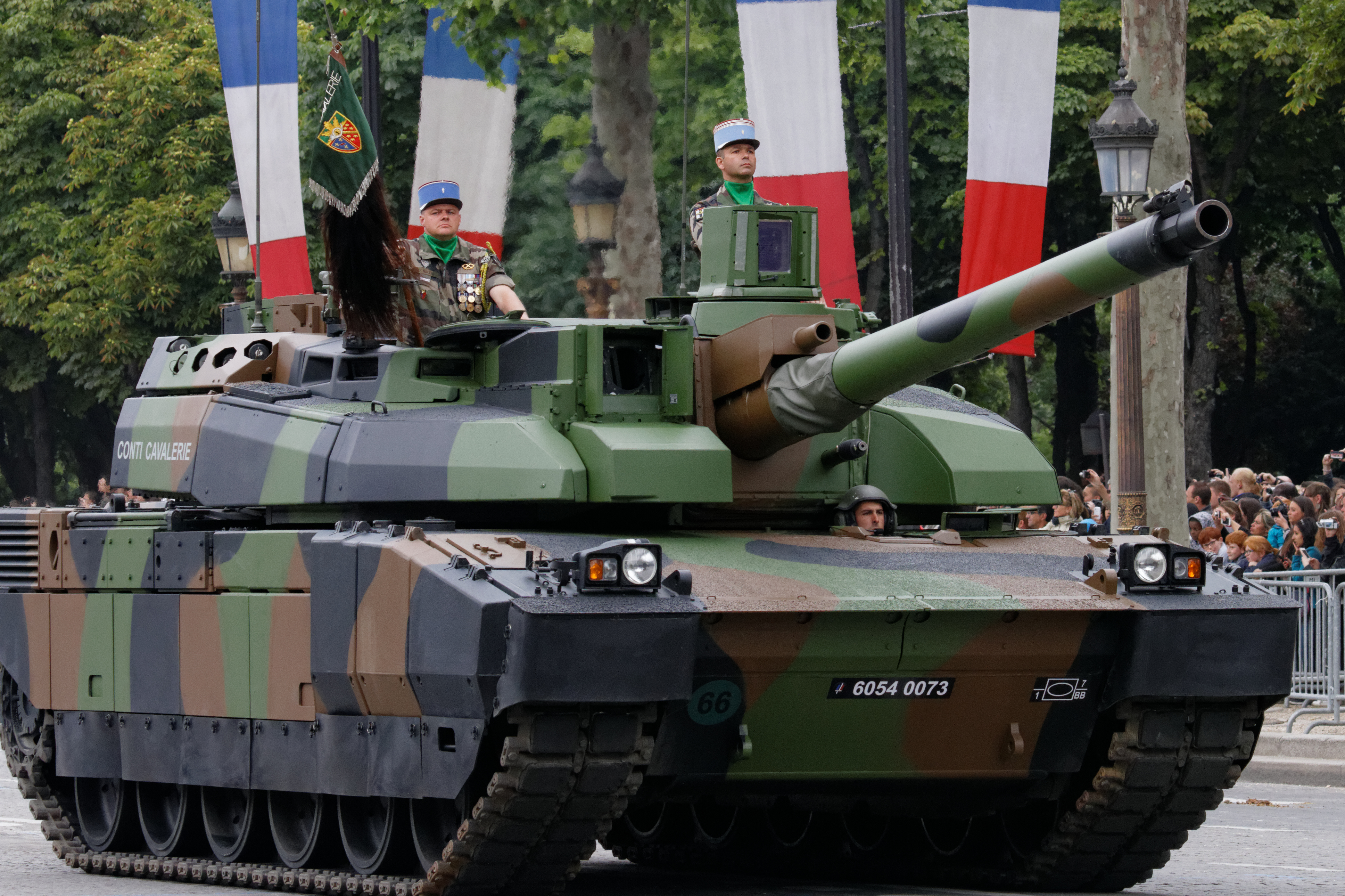
Char Leclerc porte-étendard lors du Défilé militaire du 14 Juillet.

- VBCI-VPC (véhicule poste de commandement)
- 11 VABSAN,
- 194 VBL, dont plusieurs équipés de missiles Anti Chars Milan, tourelleau 12.7.

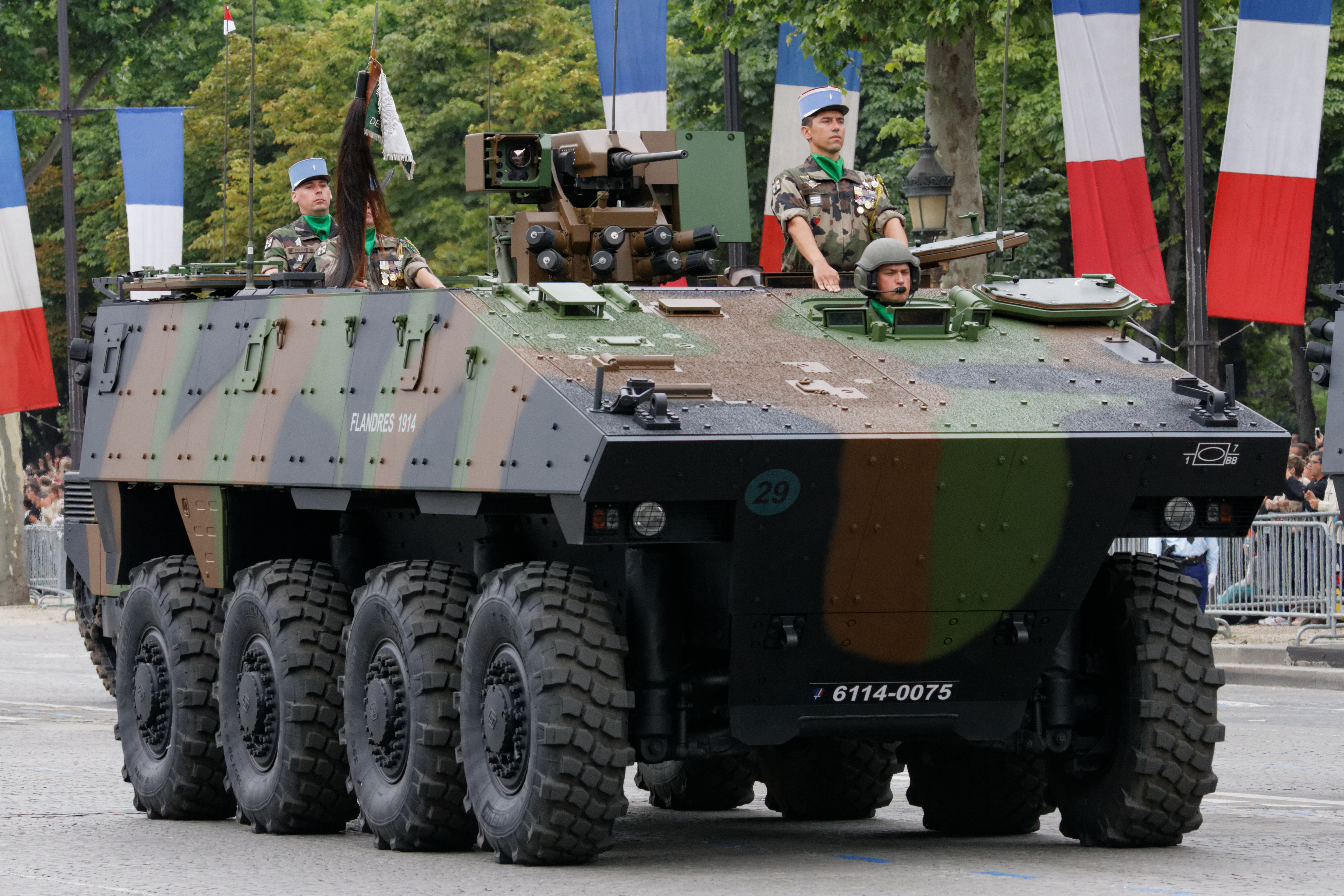
VBCI-VPC là aussi lors du Défilé du 14 Juillet

- 19 VB2L,
- 174 PL, (Poids lourd)
- 19 PEB.

#### Armement
Le régiment est armé du fusil d'assaut HK 416 F en remplacement du FAMAS, et des Glock 17 en remplacement du PAMAS. Nous retrouvons aussi des fusils de précision SCAR-H, des Missiles Moyenne Portée, des mitrailleuses 12.7, des FM Minimi,…

Par ailleurs, les chasseurs du 1er RCh sont équipés depuis février 2025 du nouveau treillis BME (Bariolage Multi Environnement) de l’armée française. 

## Étendard
Il porte, cousues en lettres d'or dans ses plis, les inscriptions suivantes, :
- Valmy 1792
- Hohenlinden 1800
- Austerlitz 1805
- Wagram 1809
- La Moskova 1812
- Flandres 1914
- Picardie 1918
- Indochine 1946-1954
- AFN 1952-1962

## Décorations

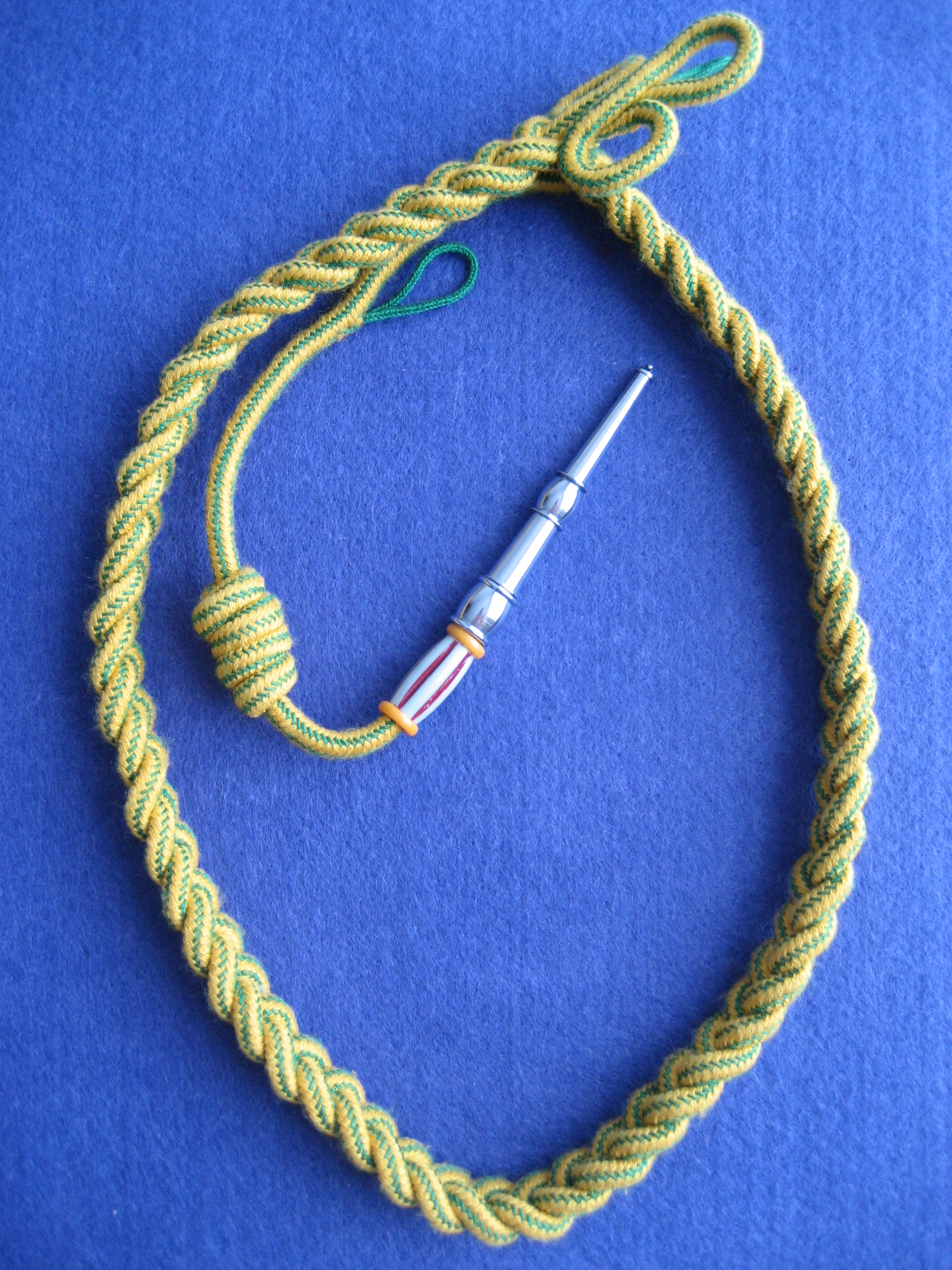
Fourragère aux couleurs de la Médaille militaire avec l'olive des TOE.

La cravate du drapeau régimentaire est décorée de la croix de guerre 1914-1918 avec une palme et une étoile de bronze et de la croix de guerre des Théâtres d'opérations extérieures avec quatre palmes.
Depuis le 17 mars 1958, par décision ministérielle, les personnels du régiment sont autorisés à porter la fourragère aux couleurs du ruban de la médaille militaire avec olive TOE[réf. souhaitée].
Depuis le 17 octobre 2024, par décision du ministre des Armées, le 1er régiment de chasseurs est « cité à l'ordre de la brigade, comportant attribution de la croix de la Valeur militaire avec palme de bronze ». Pour ses actions lors de l’Opération Barkhane.

## Devise
Nec terrent nec morantur (Sans peur ni trépas).

## Insigne

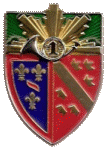
L'insigne du régiment en version métallique.

Le régiment adopte son insigne en 1938 : parti des armes de Conti et d'Alsace, référence aux deux appellations du régiments sous l'Ancien Régime, Conti-Dragons et Chasseurs d'Alsace, au chef vert (couleur des anciens uniformes des chasseurs à cheval) chargé d'un soleil (référence à Louis XIV ou plus surement au soleil d'Austerlitz), broché du chiffre 1 inscrit à l'intérieur d'une trompe (symbole des chasseurs). Il conserve cet insigne sous Vichy.
En 1945, avant son départ en Indochine, le régiment fait confectionner un nouvel insigne, un triangle vieil argent portant en son centre le chiffre 1 et une trompe et une ancre (symbole du déploiement outremer) croisées en sautoir. Cet insigne était également peint sur les véhicules du régiment.
En 1947, il reprend l'insigne de 1938 mais la trompe est maintenant chargée d'une ancre en son milieu tandis que le chiffre 1 est déplacé en chef. L'ancre disparait en 1948 puis le chiffre 1 reprend son position au centre de la trompe vers 1953.

## Personnalités ayant servi au1erchasseurs

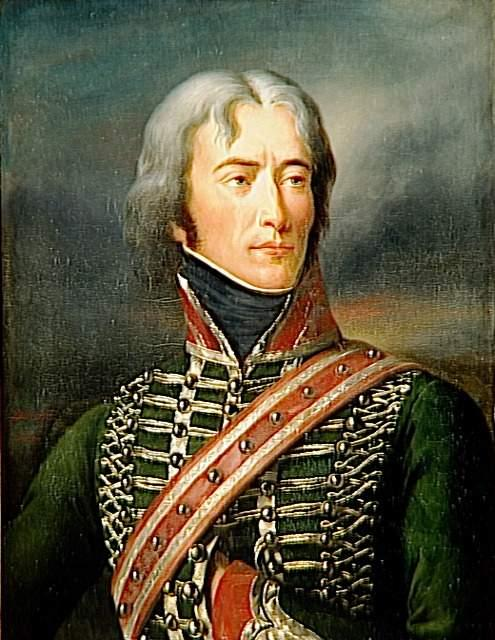
Antoine Richepance (1770-1820) en uniforme de lieutenant au 1er régiment de chasseurs à cheval en 1792, Charles Durupt (1804-1838), 1834, Musée de l'Histoire de France (Versailles).

- Marc-René de Montalembert (1714-1800), ingénieur en fortifications, de 1733 à 1741 ;
- Louis Antoine Choin de Montgay (1747-1814), marquis de Montchoisy, général sous la Révolution française, y servit comme lieutenant pendant la guerre d’indépendance des États-Unis d'Amérique ;
- Louis Michel Antoine Sahuc (1755-1813), général, chef de brigade du régiment en 1794 ;
- Louis Caillemer (1764-1827), adjudant-général ;
- Louis Pierre de Montbrun (1770-1812), général, brigadier en 1791, commandant du régiment en 1800 ;
- Antoine Richepance (1770-1820), général, sous-lieutenant en 1791 ;
- Étienne Tardif de Pommeroux de Bordessoulle (1771-1837), major 1er régiment de chasseurs à cheval le 6 brumaire an XII ;
- Jean Baptiste Alexandre Strolz (1771-1841), général, cavalier au régiment à partir de 1790 ;
- Emmanuel Delapointe (1772-1856), en 1791 ;
- Charles-André Merda (1773-1812) ;
- Pierre Antoine François Huber (1775-1832), général, volontaire en 1793 ;
- Pierre Joseph Victor Simonneau (1775-1861), simple cavalier (1798) jusqu'à colonel (1815) ;
- Rémy Joseph Isidore Exelmans (1775-1862), maréchal de France, colonel du régiment en 1805 ;
- Marcellin Marbot (1782-1854), général, officier au régiment en 1811 ;
- Denis-Charles Parquin (1786-1845), lieutenant en 1813 ;
- Antoine-Prosper Delaperche (1798-1870), lieutenant (1831) puis capitaine (1836), sert au sein du 1er régiment de lanciers de 1831 à 1846 ;
- Auguste Henri Jacob (1828-1913), guérisseur, musicien au 1er chasseurs en 1855 ;
- Nicolas Garcin (1834-1915), général, lieutenant en 1858 ;
- Paul Charlemagne (1892-1972), artiste peintre mobilisé pendant la Première Guerre mondiale ;
- Edmond Louveau (1895-1973), résistant français, Compagnon de la Libération.
- Robert Audemard d'Alançon (1909-2010), général, chef de corps du régiment en 1954 ;
- Bernard de Lattre de Tassigny (1928-1951), fils du Maréchal Jean de Lattre de Tassigny, combattant de la France libre, chef de peloton du 1er Régiment de Chasseurs en Indochine, mort pour la France à Ninh Binh (Indochine).
- Bernard Caillet (1936-2022), brigadier-chef pendant la Guerre d'Algérie

## Sources et bibliographie
- Historique du 1er régiment de chasseurs, 1846.

- Historiques des corps de troupe de l'armée française (1569-1900), Paris, Berger-Levrault, 1900 (lire en ligne), p. 546-547.

- Roland Jehan et Jean-Philippe Lecce, Encyclopédie des insignes de l'arme blindée cavalerie, t. 2 : Les chasseurs à cheval, Coudray-Macouard, Cheminements, 2008, 389 p. (ISBN 978-2-84478-708-8, OCLC 470798220).
- Pierre Dufour, Les chasseurs de Lorraine : 1er-2e régiment de chasseurs, Panazol, Lavauzelle, 2009, 277 p. (ISBN 978-2-7025-1495-5)